# Hyla tsinlingensis
A Hyla tsinlingensis a kétéltűek (Amphibia) osztályának békák (Anura) rendjébe és a levelibéka-félék (Hylidae) családjába tartozó faj.

## Előfordulása
A faj Kína endemikus faja. Természetes élőhelye a mérsékelt égövi bozótosok, folyók, rétek, folyószakaszok, mocsarak, öntözött földek. A fajra élőhelyének elvesztése jelent fenyegetést.